# 1896年夏季奧林匹克運動會游泳男子100米自由泳比賽
男子100米自由泳比賽是1896年夏季奥林匹克运动会游泳比赛四個比賽項目之一，100米自由泳比賽是游泳比賽第一場賽事，共有十名運動員參加比賽。來自奧匈帝國的兩名選手獲得前兩名的成績，儘管當時沒有記錄區分其他八名選手的名次，另外由於記錄不全有四名希臘游泳運動員的名字不為人知。 匈牙利的豪约什·奥尔弗雷德以不到一個身位的優勢擊敗奧地利的奧托·赫施曼，其他運動員遠遠落後。隨後頒獎儀式升起匈牙利國旗，但樂隊錯誤地演奏奧地利國歌，樂隊立即停止演奏重新改回匈牙利國歌。這是男子100米自由泳的首次亮相，除了1900年（當時最短的自由泳是200米）外，該賽事在每屆夏季奧運會上都會進行，儘管1904年的比賽以碼而不是米為單位。

## 紀錄
在本次比賽之前，100米自由泳沒有公認的紀錄，世界紀錄直到1905年才被承認，豪约什·奥尔弗雷德以1:22.2的獲勝時間成為第一個游泳奧運會紀錄。

## 賽程
男子100米自由泳是游泳項目的第一場。
| 日期          | 時間  | 階段 |
| ------------- | ----- | ---- |
| 1896年4月11日 | 11:00 | 決賽 |

## 賽果
| 排名 | 參加者                 | 国家          | 紀錄   |
| ---- | ---------------------- | ------------- | ------ |
| 1    | 豪约什·奥尔弗雷德      | 匈牙利（HUN） | 1:22.2 |
| 2    | 奥托·赫施曼            | 奥地利（AUT） | 1:22.8 |
| 3-10 | Georgios Anninos       | 希腊（GRE）   | 無記錄 |
| 3-10 | Efstathios Chorophas   | 希腊（GRE）   | 無記錄 |
| 3-10 | Alexandros Khrisafos   | 希腊（GRE）   | 無記錄 |
| 3-10 | Gardner Williams       | 美国（USA）   | 無記錄 |
| 3-10 | 其他四位選手，姓名未知 | 希腊（GRE）   | 無記錄 |